# 菲爾茲伯勒 (新澤西州)
菲爾茲伯勒（英語：Fieldsboro）是位於美國新澤西州伯靈頓縣的自治市鎮。

## 人口
根據2020年美國人口普查的數據，菲爾茲伯勒的面積為0.93平方千米，當中陸地面積為0.72平方千米，而水域面積為0.21平方千米。當地共有人口526人，而人口密度為每平方千米566人。